# آبشش ماهی

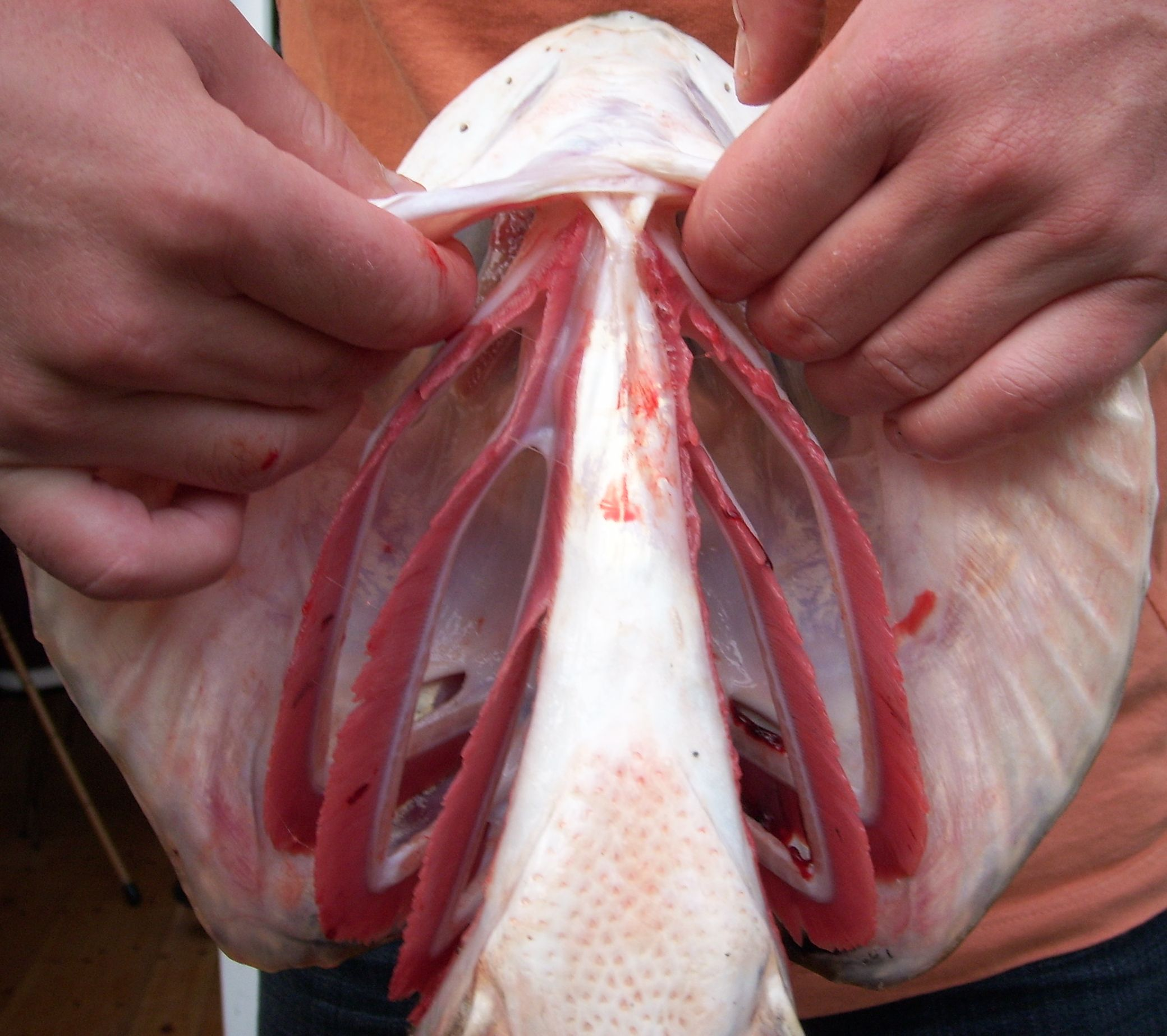
کمان‌های آبششی یک اردک‌ماهی

آبشُشِ ماهی تقریباً در همۀ ماهی‌ها، محل اصلی تبادل گازها هستند. آبشش ماهی از کمان‌های استخوانی یا غضروفی سفت تشکیل شده و توسط جمجمه آبششی محافظت می‌شود.
بیشتر ماهی‌ها تبادل گازی را با استفاده از آبشش‌هایی که در دو سوی حلق (گلوی) آن‌ها قرار گرفته، انجام می‌دهند. آبشش‌ها بافت‌هایی هستند که به نخ‌های کوتاهی شبیه‌اند. این نخ‌ها سازه‌هایی پروتئینی هستند به نام رشته. این رشته‌ها کارکردهای مختلف زیادی دارند که شامل انتقال یون و تبادل اکسیژن، دی‌اکسید کربن، اسید و آمونیاک می‌شود. هر رشته حاوی شبکه‌ای از مویرگ‌ها است که سطح بزرگی را برای تبادل اکسیژن و دی‌اکسید کربن فراهم می‌کند.
ماهی‌ها، تبادل گاز را از طریق رد کردن آب پراکسیژن از دهان خود و پمپ کردن آن از میان آبشش‌ها انجام می‌دهند. در برخی ماهی‌ها خون مویرگ‌ها در جهت عکس آب جریان می‌یابد و باعث تبادل متقابل می‌شود. آبشش‌ها آب کم‌اکسیژن را از روزنه‌هایی در دو سوی حلق به بیرون می‌فرستند. برخی ماهی‌ها نظیر کوسه و مکنده‌ماهی روزنه‌های آبششی پرشماری دارند. اما ماهیان استخوانی تنها یک روزنه در هر طرف خود دارند. این روزنه‌ها در زیر استخوان محافظی به نام سرپوش پنهان شده‌اند.
پرباله‌ماهیان نوجوان آبشش‌های بیرونی دارند. این شاخصه‌ای بسیار ابتدایی است که در دوزیستان در مرحله لاروی هم دیده می‌شود.

## ساختار

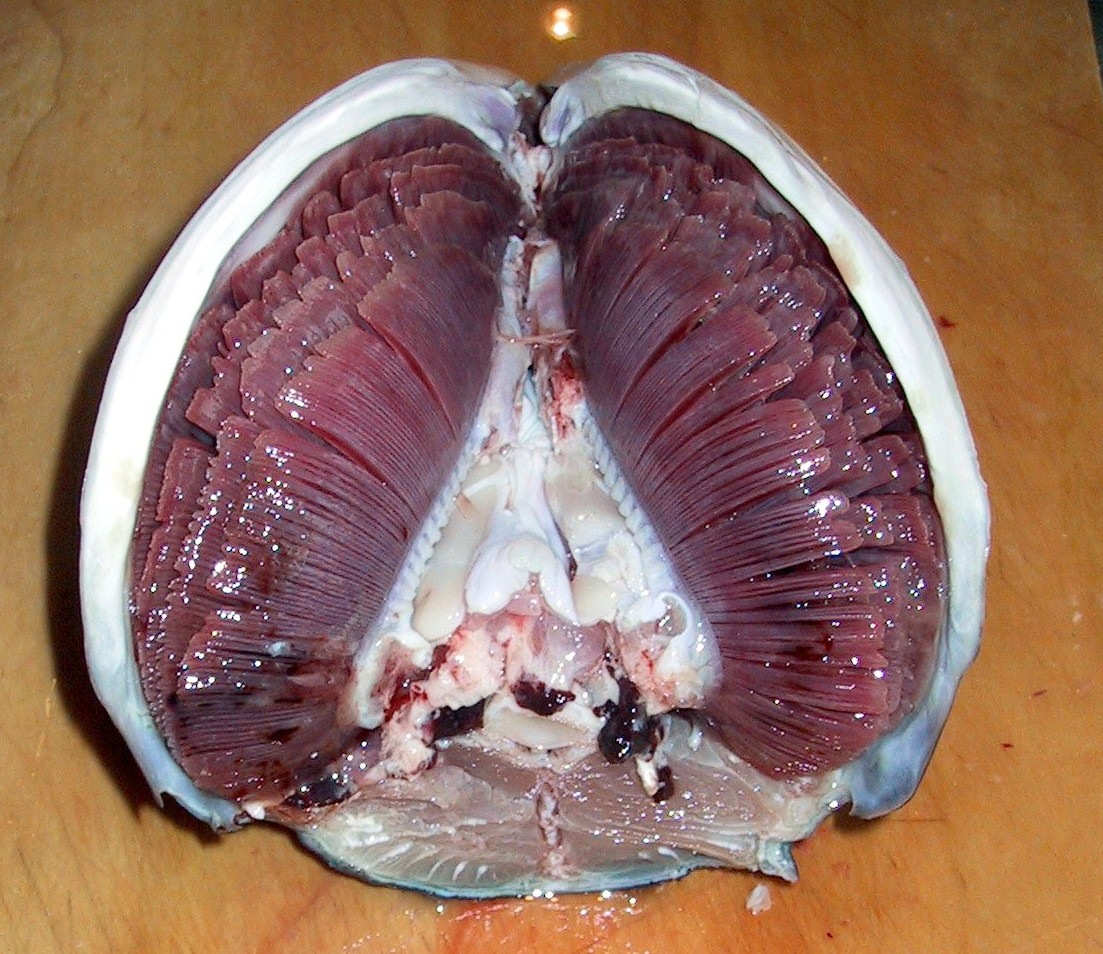
آبشش‌های ماهی تن در داخل سر.

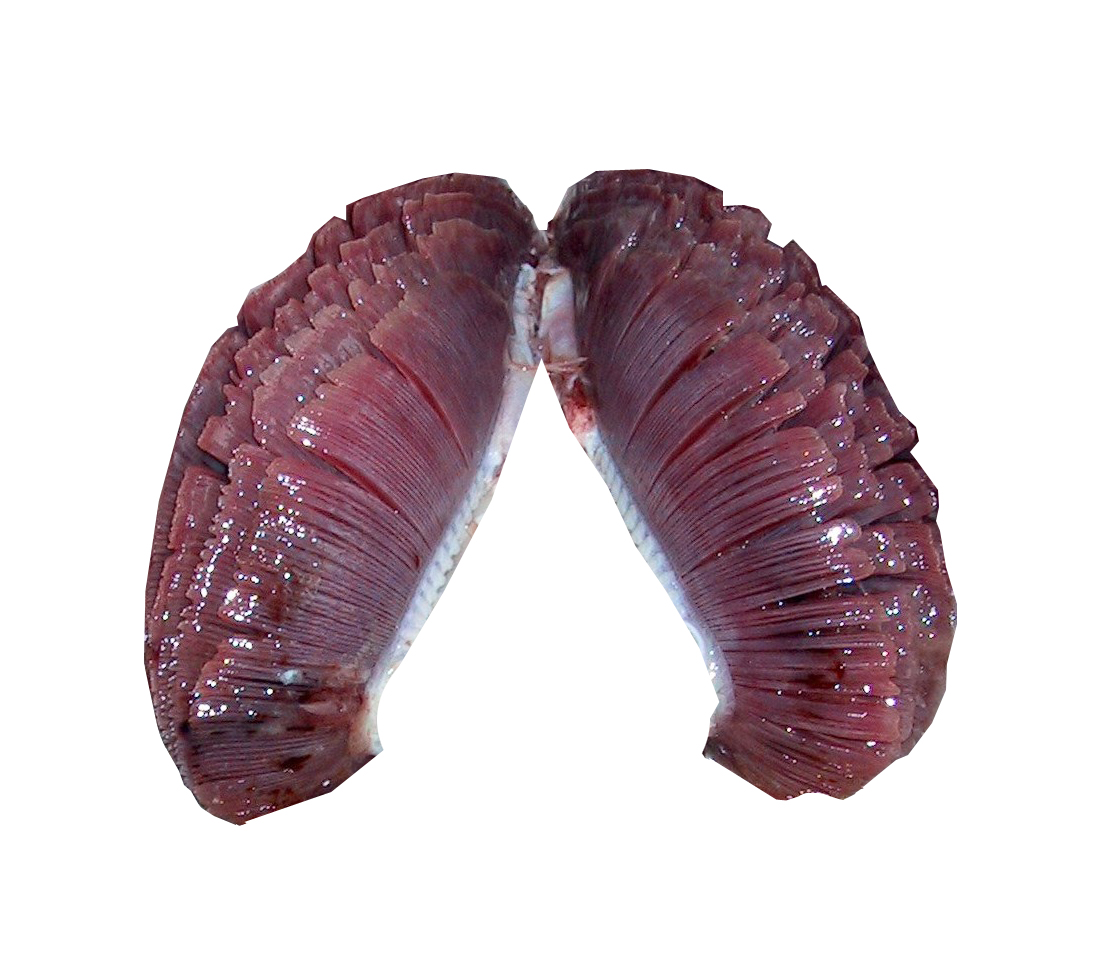
آبشش‌های ماهی تن که از سر جدا شده‌است.

آبشش‌ها تقریباً در تمام ماهیان، محل اصلی تبادل گازها هستند. آن‌ها از کمانهای استخوانی با غضروفی تشکیل شده‌اند که زوجهایی از رشته‌های آبششی به آن‌ها اتصال دارند. تعداد زیادی تیغه‌های ریز به صورت برآمدگیهایی در دو طرف رشته‌ها قرار گرفته‌اند و محلهای اصلی تبادل گاز به حساب می‌آیند با این وجود، تمام جریان خون آبشش‌ها به سمت تیغه‌ها جریان نمی‌یابد.
مجاری خونی قاعده‌ای غیر تنفسی یا سینوس‌های سیاهرگی‌لنفی، بخش قابل ملاحظه‌ای از خون اّبششی را منتقل می‌کنند. تیغه‌ها از یاخته‌های پوششی نازک در خارج و غشاهای پایه نازک به همراه سلول‌های پیلار پشتیبان در داخل تشکیل شده‌اند. ماهیها با افزایش تیغه‌ها و نزدیکتر کردن فاصله بین آن‌ها و افزایش طول تیغه‌ها، ناحیه سطحی آب‌شش‌ها را افزایش می‌دهند.
جمجمه آبششی
یک ردیف کمان که در اطراف ناحیه حلق شکل می‌گیرد، با جمجمه عصبی در ارتباط است. وظیفه این کمانها حفاظت از آب‌شش‌ها می‌باشد. در ماهیها بیشتر کمانها تغییر یافته‌اند و وظایف دیگری را بر عهده دارند. در ماهیان زنده، کمان قدامی را کمان زیرواره‌ای (ماندیبولار) می‌نامند زیرا در تشکیل فک تحتانی و فک فوقانی مشارکت دارد. اجزای تحتانی کمان آرواره پایین (ماندیبولار) را غضروف‌های زیرواره‌ای یا غضروف مکل می‌نامند.
دومین کمان در این ردیف، کمان لامی (هیوئید) نام دارد. در ماهیان بخش فوقانی این کمان در هر طرف که به آن غضروف فکی‌لامی می‌گویند، تکامل یافته و به صورت یک ساختار ملحقه (Suspensory) درآمده‌است که به حلق و زبان کمک می‌کند. کمان‌های احشایی باقیمانده، مشخصا از آب‌شش‌ها حمایت می‌کنند و به آنها، کمان‌های آبششی می‌گویند.

## گردش آبشش
تبادل مؤثر گازها در ماهیانی که با آبشش تنفس می‌کنند، بستگی به این امر دارد که خون و آب لازم برای تنفس در مجاورت یکدیگر و در دو سوی غشایی قرار گیرند که ضخامت آن به اندازه یک یا دو لایه سلولی باشد. در این حالت است که گاز می‌تواند انتشار یابد. این دستگاه در صورتی می‌تواند به بهترین نحو عمل کند که جهت جریان آب و خون برخلاف یکدیگر باشد، از این‌رو لازم است نیرویی وجود داشته باشد که آب را به حرکت درآورد و همچنین نیرویی که باعث به جریان انداختن خون شود و مجاری تقسیم شده‌ای که این مایعات از طریق آن‌ها بتوانند جریان یابند، این مجاری توسط ساختار آب‌شش‌ها ایجاد می‌شوند.
در انجام پمپ تنفسی که آب به سمت آب‌شش‌ها هدایت می‌شود، حفره دهانی - حلقی، به همراه ساختارهای لازم برای بازکردن، بزرگ کردن و انقباض آن و همچنین حفره دور آبششی دخالت دارند. حفره اخیر، توسط عمل سرپوش و غشای پایه آبششی، بزرگ و کوچک می‌شود. عمل هماهنگ این دو حفره باعث می‌شود که همواره جریان آب مداومی بر روی آب‌شش‌ها برقرار باشد.
هنگامی که ماهی دهان خود را باز می‌کند، آب در اثر گشودگی حفره دهانی، به داخل مکیده می‌شود. در این هنگام حفره دور آبششی به سرعت گشادتر می‌شود، اما منفذ آن هنوز بسته‌است که باعث جریان یافتن آب بر روی آب‌شش‌ها می‌شود. هنگامی که ماهی، دهان خود را می‌بندد، حفره دور آبششی منقبض می‌شود و آب از طریق منفذ سرپوش آبشش به خارج راه می‌یابد.

## تعامل با قلب
قلب نیروی لازم برای جریان یافتن خون از میان آئورت شکمی به طرف بالا، به سمت سرخرگ‌های آوران آبششی و از آنجا به داخل رشته‌های آبششی را فراهم می‌کند. انقباضات بطن، فشار قابل ملاحظه‌ای ایجاد می‌کند که در هنگام عبور خون از مجاری بین تیغه‌ای و سپس سرخرگهای وابران آبششی و از آنجا به آئورت پشتی، کاهش می‌یابد. حجم خونی که از آب‌شش‌ها عبور می‌کند، متغیر است و بستگی به میزان ضربان قلب و مقاومت آب‌شش‌ها دارد. بازده قلب بین ۲۵–۲۰ میلی‌لیتر به ازای هر کیلوگرم در دقیقه است.

## تهویه آبششی
در بسیاری از ماهیان استخوانی، تهویه به کمک انبساط و انقباض هم‌زمان حفرات دهانی و سرپوش آبششی، برای فراهم کردن جریان یک‌طرفه و تقریباً مداوم آب بر روی سطوح آبششی صورت می‌گیرد. در اولین مرحله از چرخه پمپاژ، آب در اثر انبساط حفره دهانی، وارد دهان می‌شود. سپس با انقباض هم‌زمان حفره دهانی وانبساط سرپوشهای آبششی، سرعت آب روی آب‌شش‌ها افزایش می‌یابد. این چرخه تنفسی سبب برگشت جریان به میزان کم یا ایجاد سرفه می‌شود که در پاک کردن آبشش‌ها نقش بسزایی دارد.

## آب‌شش‌های تغییریافته
گربه‌ماهی راه‌رونده آسیای جنوب شرقی و اخیراً جنوب فلوریدا، مثالی از یک ماهی با آبشش‌های تغییر یافته‌است. در این ماهی تیغه‌های ضخیم و وسیع در سمت پشتی رشته‌های آبششی قرار گرفته‌اند و ساختارهای منشعب با درختواره‌های پیازی‌شکل از دومین و چهارمین کمان آبششی به صورت پشتی بیرون آمده‌اند. این ساختارها به درخت‌های تنفسی شباهت دارند و در حفره بالای آبششی قرار گرفته‌اند. شکل پیازی و ضخیم این آب‌شش‌ها تغییر یافته ماهی را از تأمین اکسیژن کافی مطمئن می‌کند. این ماهی روی زمین حرکت می‌کند و این امر زمانی صورت می‌گیرد که باران ببارد.